# یواس‌اس جنکینس (دی‌دی-۴۲)
یواس‌اس جنکینس (دی‌دی-۴۲) (به انگلیسی: USS Jenkins (DD-42)) یک کشتی بود که طول آن ۲۹۳ فوت ۱۱ اینچ (۸۹٫۵۹ متر) بود. این کشتی در سال ۱۹۱۲ ساخته شد.